# René Rebibo
René Rebibo (* 11. November 1917 in Oran; † 3. Mai 1998) war ein französischer Fußballspieler.

## Karriere
Rebibo begann seine Karriere beim Erstligisten Olympique Marseille, für den er am 11. November 1936 und damit seinem 19. Geburtstag bei einem 2:0-Sieg gegen die AS Cannes debütierte; auch wenn der Abwehrspieler im Verlauf der Saison 1936/37 kein weiteres Mal in die Mannschaft berufen wurde, gehörte er dank seines einen Einsatzes offiziell der französischen Meistermannschaft von 1937 an.
Noch im selben Jahr verließ er Marseille und wechselte zum Zweitligisten Girondins Bordeaux; anschließend kehrte er mit seinem Wechsel zum FC Sochaux in die Erstklassigkeit zurück, musste dann aber aufgrund des Zweiten Weltkriegs seine Laufbahn unterbrechen. Nach Kriegsende spielte er von 1945 bis 1946 für den Zweitligisten SO Montpellier und schaffte mit diesem den Aufstieg; Rebibo selbst ging jedoch nicht den Weg zurück in die erste Liga, da er beim Zweitligisten RC Besançon Arbeit fand. 1947 beendete er mit 29 Jahren seine Karriere.